# أوجستامنيكا
أوجستامنيكا أي المنسوبة إلى القيصر، وهي تقسيم إداري شمل على ما يلي فرع دمياط شرقاً، وكانت مقاطعة رومانية في مصر أُنشئت خلال القرن الخامس وكانت جزءًا من أبرشية المشرق في البداية ثم أصبحت جزءا من أبرشية مصر حتى الفتح الإسلامي لمصر عام 640 ميلادية.
بعض الكراسي الأسقفية القديمة للمقاطعة مدرجة في قائمة الكنيسة الكاثوليكية للكراسي الشرفية.

## أوجستامنيكا
تأسست المقاطعة في زمن الحكم الرباعي تحت اسم «أيجيبتوس هيركوليا» (باللاتينية: Aegyptus Herculia) (نسبة لمساعد دقلديانوس في الحكم ماكسيميان وكان لقبه هيركوليوس)، وكانت العاصمة ممفيس (315-325)، ولكن في وقت لاحق أُعيد دمجها في أيجيبتوس (باللاتينية: Aegyptus). في عام 341 أُعيد تشكيل المقاطعة ولكن تم تغيير الاسم إلى «أوجستامنيكا» لإزالة الدلالات الوثنية منه (في اسم هيركوليا الذي يشير لهرقل). كانت أوجستامنيكا تتكون من الجزء الشرقي من دلتا النيل وهبتانوميا القديمة (بالإنجليزية: Heptanomis)‏، وتنتمي إلى أبرشية المشرق.

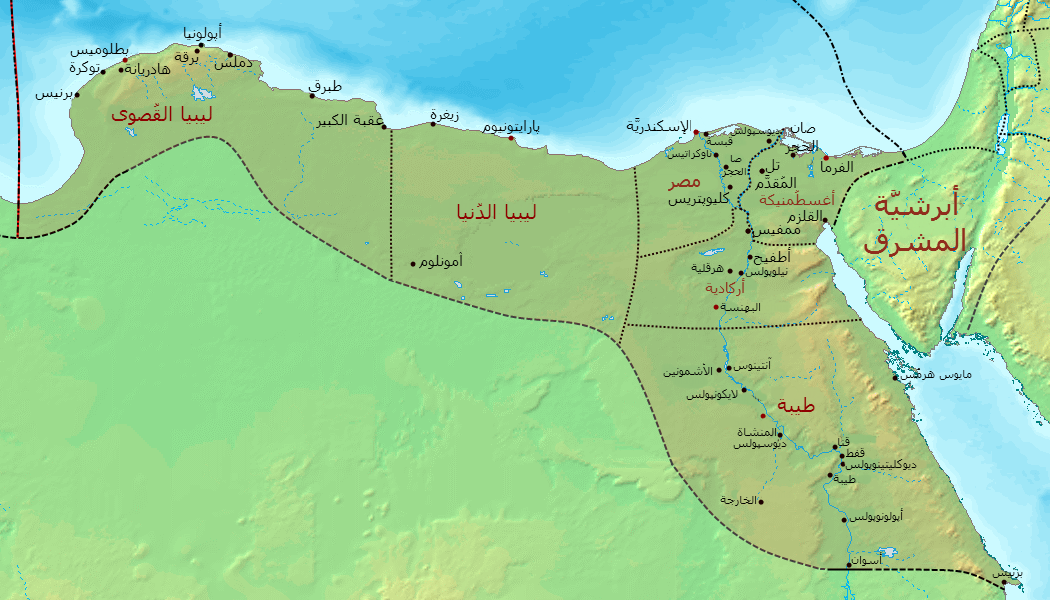
خريطة أبرشية مصر المتأخرة، وفيها أوجستامنيكا في الشرق.

أوجستامنيكا كانت المقاطعة المصرية الوحيدة تحت حكم كوريكتور(بالإنجليزية: Corrector)‏ (باللاتينية: epanorthosis).
حوالي عام 381 تحولت مقاطعات مصرلأبرشيات، وبذا أصبحت أوجستامنيكا جزءًا من أبرشيات مصر. مابين 386 ونهاية القرن الرابع نشأت مقاطعة أركاديا مصر التي سميت على اسم الإمبراطور أركاديوس، وحَوَتْ أراضٍ أوجستامنيكا،هيبتانوميا., ثم أصبحت الفرما عاصمة لأوجستامنيكا.
عسكريا كانت أوجستامنيكا طبقا لكتاب الرتب في منطقة الحدود المصرية (باللاتينية: Comes limitis Aegypti)، وكان بها العديد من الوحدات العسكرية:
- Ala secunda Ulpia Afrorum at Thaubasteos
- Ala secunda Aegyptiorum at Tacasiria,
- Cohors prima sagittariorum at Naithu
- Cohors prima Augusta Pannoniorum at Tohu,
- Cohors prima Epireorum at Castra Iudaeorum
- Cohors quarta Iuthungorum at Affroditus
- Cohors secunda Ituraeorum at Aiy
- Cohors secunda Thracum at Muson
- Cohors quarta Numidarum at Narmunthi

## أوجستامنيكا الأولى والثانية
قبل عام 539، قُسِمَتْ أوجستامنيكا لمقاطعتين: أوجستامنيكا الأولى في الشمال (باللاتينية: Augustamnica Prima) وأوجستامنيكا الثانية في الجنوب (باللاتينية: Augustamnica Secunda).
أوجستامنيكا الأولى كانت عاصمتها الفرما، وكان يحكمها كوريكتور، وتحت سيطرته المدن التالية: الفرما، Setroithes (أو Sethroitis)، تانيس، ثوميس (قرب تمي الأمديد)، العريش Rhinocorura، تل الفلوسيات Ostracine، Pentaschoinon، كاسيوم (القلس)، Aphnaion، Hephaestus، المنزلة Panephysis، الخيم خارج جرهاء، الخيم داخل جرهاء، تل تنيس، وPanephusis.
كانت لنتوبوليس عاصمة أوجستامنيكا الثانية.

## كراسي الأسقفية

### أوجستامنيكا الأولى
الكراسي الأسقفية القديمة لأوجستامنيكا الأولى مذكورة في الكتاب البابوي السنوي ككراسي شرفية:
- Aphnaeum (بقايا "تل دفنة"؟)
- Casius
- دمياط
- جرها
- Hephaestus
- Ostracine
- Panephysis (قرب بحيرة المنزلة)
- الفرما، العاصمة ومقر أبراشية المطرانية
- Phacusa
- Rhinocorura (العريش)
- ساتا
- Sela (قرب القنطرة غرب)
- Sethroë (بين صان الحجر وتل الفرما)
- تامياثيس
- صان الحجر القبلية
- ثينيسوس
- ثمويس

### أوجستامنيكا الثانية
الكراسي الأسقفية القديمة لأوغستامنيكا الثانية مذكورة في الكتاب البابوي السنوي ككراسي شرفية:
- Arabia (Uadi-Tumilat)
- أتريب
- حصن بابليون
- تل بسطة
- السويس
- أون
- كفر المقدام، العاصمة ومقر أبراشية المطرانية
- Pharbaetus
- بلبيس